# 消費者の財産的被害の集団的な回復のための民事の裁判手続の特例に関する法律
消費者の財産的被害の集団的な回復のための民事の裁判手続の特例に関する法律（しょうひしゃのざいさんてきひがいのしゅうだんてきなかいふくのためのみんじのさいばんてつづきのとくれいにかんするほうりつ、平成25年12月11日法律第96号）は、民事裁判手続の特例に関する日本の法律。この法律の定める集団的訴訟は、米国のクラスアクション制度に類似したものであることから、日本版クラスアクションなどとも呼ばれる。

## 概説
消費者契約に関して相当多数の消費者に生じた財産的被害について、消費者と事業者との間の情報の質・量や交渉力の格差により、消費者が自ら回復を図ることには困難を伴う場合がある。そのため、財産的被害を集団的に回復するための裁判手続を創設し、もって国民生活の安定向上と国民経済の健全な発展に寄与することを目的とする（法律第1条）。
公布の日から3年を超えない範囲内で政令で定める日から施行される（附則第1条）。ただし、附則第3条、第4条及び第7条の規定は、公布の日から施行される。
対象となる請求は、法律第3条第1項に定められている。
事業者が消費者に対して負う金銭の支払義務であって、消費者契約に関する以下の請求に係るもの。
1. 契約上の債務の履行の請求 (第1号)
2. 不当利得に係る請求 (第2号)
3. 契約上の債務不履行による損害賠償の請求 (第3号)
4. 瑕疵担保責任に基づく損害賠償の請求 (第4号)
5. 不法行為に基づく民法の規定による損害賠償の請求 (第5号)

ただし、同3条2項で次の損害は対象外となる。
1. いわゆる拡大損害（消費者契約の目的となるもの以外の財産が滅失・損傷したことによる損害）
2. 逸失利益（目的物・役務の提供があれば得るはずであった利益を喪失したことによる損害）
3. 人身損害（人の生命・身体を害されたことによる損害）
4. 慰謝料（精神上の苦痛を受けたことによる損害）

## 訴訟手続
消費者契約法に基づき差止請求権を行使できる適格消費者団体（現在全国で11団体）の中から、法律第65条4項の新たな要件を満たすものを特定適格消費者団体として内閣総理大臣が認定し、その団体が特定適格消費者団体として、新たな訴訟制度の手続追行主体となる。クラスアクションでは裁判所がクラス認定する。
団体認定のように具体的な手続も二段階に分かれる。
一段階目の共通義務確認訴訟では、特定適格消費者団体が原告となって、事業者の共通義務、すなわち、対象となる消費者全体に共通する事実上・法律上の原因に基づき、金銭を支払う義務の有無について審理する。
二段階目の簡易確定手続では、第一段階で事業者の共通義務が認められれば、個々の消費者の授権を受けた特定適格消費者団体が届け出た債権について、個別の事情に基づいて、事業者が消費者に支払うべき金額を審理することとなる。裁判所による官報への公告（22条）等、この段階に消費者の加入を促すために周知させる仕組みが盛り込まれている。

## 構成
- 第一章　総則（第1条、第2条）
- 第二章　被害回復裁判手続（第3条―第64条）
- 第三章　特定適格消費者団体（第65条―第92条）
- 第四章　罰則（第93条―第99条）
- 附則